# Elecciones al Parlamento Europeo de 2019 (Italia)
Las elecciones al Parlamento Europeo de 2019 en Italia se celebraron el 26 de mayo de 2019, con el objetivo de elegir a los miembros de la 9.ª delegación italiana del Parlamento Europeo, compuesta por 73 diputados. Paralelamente se llevaron a cabo elecciones regionales. El número de eurodiputados aumentó a 76 tras concretarse la salida del Reino Unido de la Unión Europea.

## Sistema electoral
La representación proporcional por listas fue el sistema electoral tradicional de la República Italiana desde su creación en 1946 hasta 1994, por lo que también se adoptó para elegir a los eurodiputados italianos del Parlamento Europeo desde 1979.
Se introdujeron dos niveles: un nivel nacional para dividir los escaños entre los partidos y un nivel de circunscripción para distribuirlos entre los candidatos en listas abiertas. Se establecieron cinco distritos electorales, cada uno de los cuales incluyó de 2 a 5 regiones y cada uno eligió un número fijo de eurodiputados. A nivel nacional, los escaños se dividen entre listas de partidos utilizando el método del resto mayor con cuota Hare. Los escaños se asignan a los partidos y luego a sus candidatos más votados.
En el período previo a las elecciones al Parlamento Europeo de 2009, el Parlamento italiano introdujo un umbral electoral del 4%. Se concedió una excepción para los partidos que representan a algunas minorías lingüísticas, ya que tales listas pueden conectarse con uno de los partidos principales, combinando sus votos, siempre que esos partidos alcancen el umbral del 4% y que los candidatos de los partidos minoritarios obtengan un número suficiente de votos, no menos de 50.000 para el candidato principal.

## Contexto
En 2014, el gobernante Partido Democrático (PD) del primer ministro Matteo Renzi ganó las elecciones con el 40,8% de los votos y 31 escaños, seguido del Movimiento 5 Estrellas (M5S) con el 21,2% y 17 escaños y Forza Italia (FI) con 16,8% y 13 escaños. Como resultado, el PD fue el segundo partido nacional más grande en el Parlamento Europeo por número de escaños después del CDU/CSU alemán y el más grande entre la Alianza Progresista de Socialistas y Demócratas (S&D). La puntuación del PD también fue el mejor resultado para un partido italiano en una elección nacional desde las elecciones generales de 1958, cuando la Democracia Cristiana (DC) ganó el 42,4% de los votos.

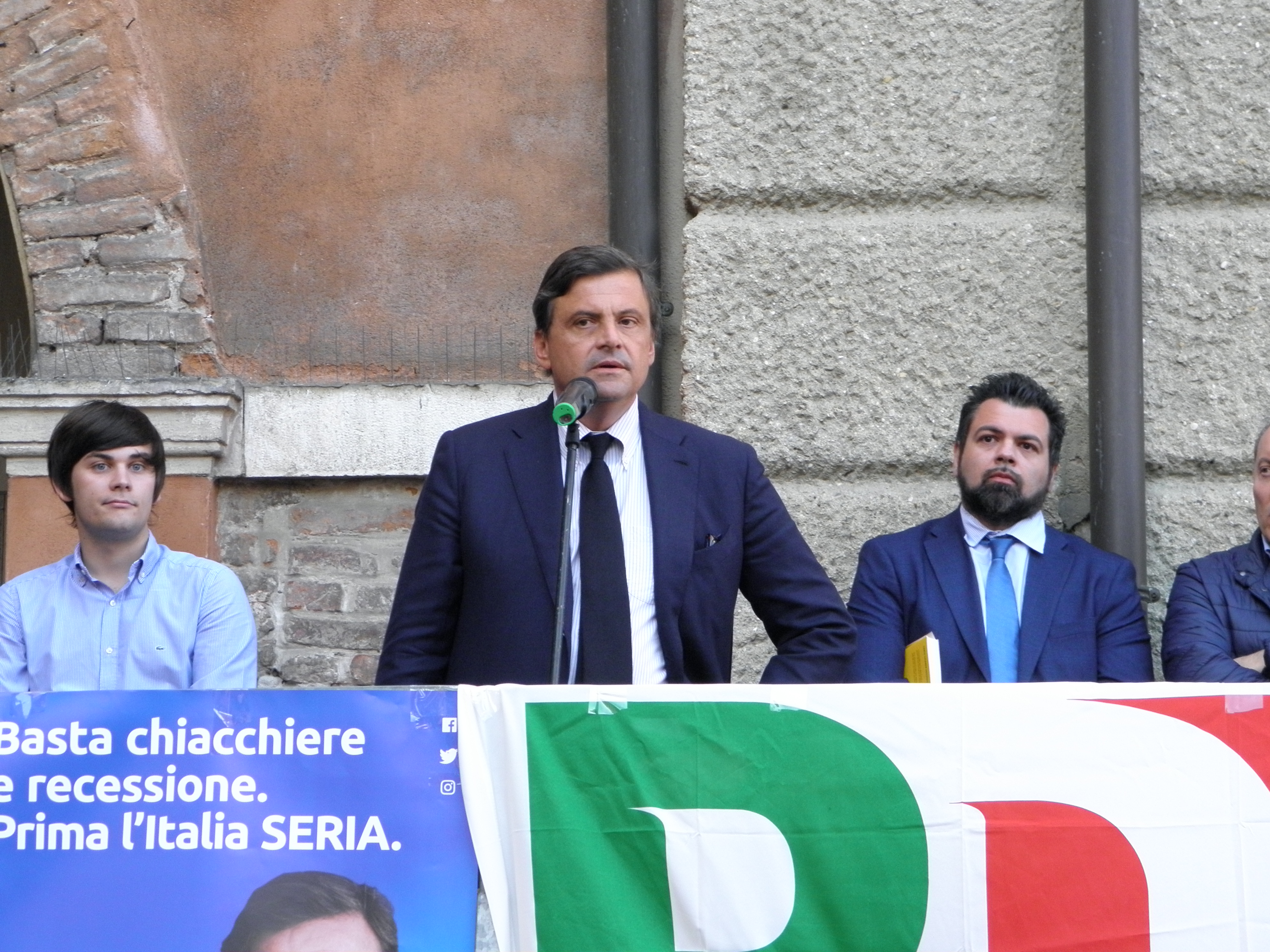
El candidato demócrata, Carlo Calenda, durante un mitin Rovigo

Sin embargo, después de menos de tres años desde el deslizamiento electoral de 2014, Renzi se vio obligado a dimitir tras la derrota en el referéndum constitucional y su ministro de Asuntos Exteriores, Paolo Gentiloni, fue nombrado nuevo jefe de Gobierno en diciembre de 2016. Además, las elecciones generales de 2018 se caracterizaron por una fuerte subida de partidos populistas. La coalición de centroderecha, liderada por la derechista Liga de Matteo Salvini, surgió con una pluralidad de escaños en la Cámara de Diputados y en el Senado mientras que el antisistema M5S liderado por Luigi Di Maio se convirtió en el partido con mayor número de votos; y el centroizquierda de Renzi quedó en tercer lugar, con el peor resultado electoral de su historia. Sin embargo, ningún grupo político o partido obtuvo una mayoría absoluta, lo que resultó en un parlamento colgado. Después de tres meses de negociaciones, el 1 de junio finalmente el M5S y la Liga formaron un gobierno, con Giuseppe Conte, independiente vinculado al M5S, como Presidente del Consejo de Ministros y a Di Maio y Salvini como Vicepresidentes del Consejo de Ministros.

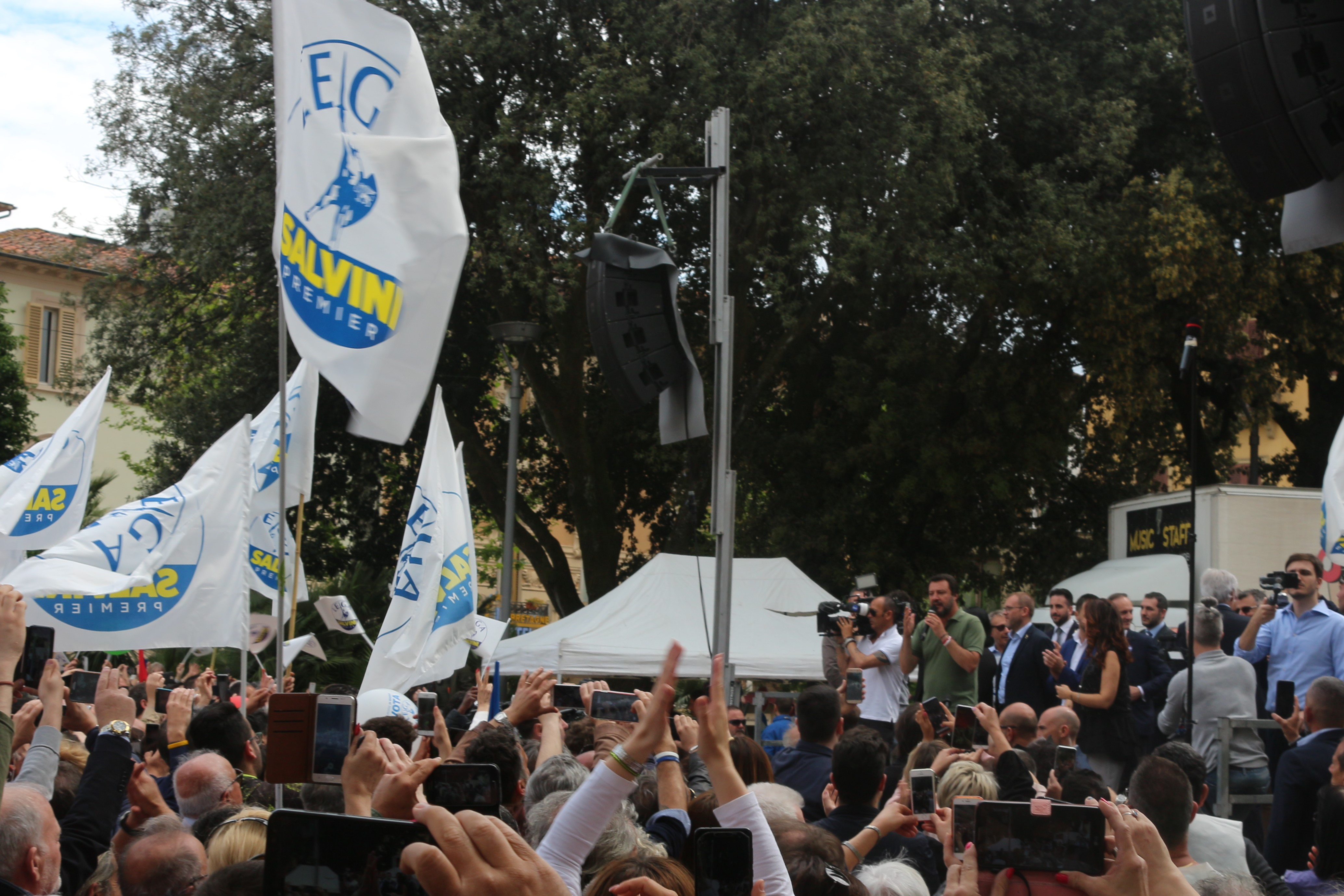
Matteo Salvini hablando durante un mitin de la Liga en Montecatini Terme

En marzo de 2019, Nicola Zingaretti fue elegido secretario del PD. En abril, Zingaretti presentó un logo especial para las elecciones, que incluía una gran referencia a "Somos Europeos", un manifiesto lanzado por Carlo Calenda; y el símbolo del Partido de los Socialistas Europeos (PES). Además, el PD está tratando de forjar una alianza con Artículo Uno (Art.1) y partidos menores. Marzo y abril registraron más desarrollos en el lado de centroizquierda del espectro político. Bajo el nuevo liderazgo de Benedetto Della Vedova, Más Europa (+Eu) formó una lista conjunta con Italia en Común (IiC), el Partido Socialista Italiano (PSI), el Partido Republicano Italiano (PRI), la sección italiana del Partido Demócrata Europeo (EDP), la Alianza Liberaldemócrata por Italia (ALI) y partidos menores; Izquierda Italiana (SI), el Partido de la Refundación Comunista (PRC), partidos menores y escisiones individuales de la disuelta Libres e Iguales (LeU) formaron La Izquierda (LS), una lista conjunta inspirada en el Partido de la Izquierda Europea (PEL); y la Federación de los Verdes (FdV), Posible (Pos) y Green Italia (GI) formaron Europa Verde (EV) bajo la bandera del Partido Verde Europeo (EGP). En el lado de la centroderecha, FI acogió en sus listas a candidatos de la Unión del Centro (UdC) y varios partidos menores parecidos, mientras que Hermanos de Italia (FdI) formó una alianza con Dirección Italia (DI) y grupos menores.

## Principales partidos y líderes

### Eurodiputados salientes
La tabla muestra la composición detallada de los escaños italianos en el Parlamento Europeo antes del 26 de mayo de 2019.
| Grupo del PE | Grupo del PE                                       | Escaños | Partido                    | Partido                  | Escaños | Eurodiputados |
| ------------ | -------------------------------------------------- | ------- | -------------------------- | ------------------------ | --- | --- |
|              | Alianza Progresista de Socialistas y Demócratas    | 31/73   |                            |                          | | |
|              | Alianza Progresista de Socialistas y Demócratas    | 31/73   | Partido Democrático        | 26                       | Brando Benifei Goffredo Maria Bettini Simona Bonafé Mercedes Bresso Renata Briano Nicola Caputo Caterina Chinnici Silvia Costa Andrea Cozzolino Nicola Danti Paolo De Castro Isabella De Monte Giosi Ferrandino Enrico Gasbarra Elena Gentile Michela Giuffrida Roberto Gualtieri Cécile Kashetu Kyenge Luigi Morgano Alessia Maria Mosca Pina Picierno Gianni Pittella David Sassoli Renato Soru Patrizia Toia Daniele Viotti Damiano Zoffoli | |
|              | Alianza Progresista de Socialistas y Demócratas    | 31/73   | Artículo Uno               | 3                        | Pier Antonio Panzeri Massimo Paolucci Flavio Zanonato | |
|              | Alianza Progresista de Socialistas y Demócratas    | 31/73   | Izquierda Italiana         | 1                        | Sergio Cofferati | |
|              | Alianza Progresista de Socialistas y Demócratas    | 31/73   | Posible                    | 1                        | Elly Schlein | |
|              | Partido Popular Europeo                            | 12/73   |                            |                          | | |
|              | Partido Popular Europeo                            | 12/73   | Forza Italia               | 10                       | Salvatore Cicu Alberto Cirio Lara Comi Giovanni La Via Fulvio Martusciello Barbara Matera Alessandra Mussolini Aldo Patriciello Salvo Pogliese Massimiliano Salini | |
|              | Partido Popular Europeo                            | 12/73   | Unión de Centro            | 1                        | Lorenzo Cesa | |
|              | Partido Popular Europeo                            | 12/73   | Partido Popular Sudtirolés | 1                        | Herbert Dorfmann | |
|              | Europa de la Libertad y la Democracia Directa      | 14/73   |                            | Movimiento 5 Estrellas   | 11 | Isabella Adinolfi Laura Agea Tiziana Beghin Fabio Massimo Castaldo Ignazio Corrao Rosa D'Amato Eleonora Evi Laura Ferrara Piernicola Pedicini Dario Tamburrano Marco Zullo |
|              | Europa de la Libertad y la Democracia Directa      | 14/73   | Italia en Común            | 1                        | Daniela Aiuto | |
|              | Europa de la Libertad y la Democracia Directa      | 14/73   | Independientes             | 2                        | Giulia Moi Marco Valli | |
|              | Europa de las Naciones y de las Libertades         | 6/73    |                            | Liga                     | 6 | Mara Bizzotto Mario Borghezio Angelo Ciocca Danilo Oscar Lancini Giancarlo Scottà Marco Zanni                                                                              |
|              | Conservadores y Reformistas Europeos               | 5/73    |                            | Hermanos de Italia       | 3 | Elisabetta Gardini Innocenzo Leontini Stefano Maullu |
|              | Conservadores y Reformistas Europeos               | 5/73    | Dirección Italia           | 2                        | Raffaele Fitto Remo Sernagiotto | |
|              | Izquierda Unitaria Europea/Izquierda Verde Nórdica | 3/73    |                            |                          | | |
|              | Izquierda Unitaria Europea/Izquierda Verde Nórdica | 3/73    | La Otra Europa             | 2                        | Curzio Maltese Eleonora Forenza | |
|              | Izquierda Unitaria Europea/Izquierda Verde Nórdica | 3/73    | Independientes             | 1                        | Barbara Spinelli | |
|              | Alianza de los Liberales y Demócratas por Europa   | 1/73    |                            | Más Europa               | 1 | David Borrelli |
|              | Los Verdes/Alianza Libre Europea                   | 1/73    |                            | Federación de los Verdes | 1 | Marco Affronte |
| Total        | Total                                              | Total   | Total                      | Total                    | 73 | |

### Resumen de partidos
Esta es una lista de los principales partidos que participaron en la elección y fueron encuestados en la mayoría de las encuestas de opinión.
| Partido | Partido                      | Ideología principal          | Líder                             | Partido Europeo | Eurodiputados |
| ------- | ---------------------------- | ---------------------------- | --------------------------------- | --------------- | ------------- |
|         | Partido Democrático (PD)     | Socialdemocracia             | Nicola Zingaretti                 | PES             | 29/73         |
|         | Forza Italia (FI)            | Conservadurismo liberal      | Silvio Berlusconi                 | EPP             | 11/73         |
|         | Movimiento 5 Estrellas (M5S) | Populismo                    | Luigi Di Maio                     | Ninguno         | 11/73         |
|         | Liga (Lega)                  | Populismo de derecha         | Matteo Salvini                    | MENF            | 6/73          |
|         | Hermanos de Italia (FdI)     | Conservadurismo nacionalista | Giorgia Meloni                    | ACRE            | 9/73          |
|         | La Izquierda (LS)            | Socialismo democrático       | Nicola Fratoianni Maurizio Acerbo | PEL             | 3/73          |
|         | Europa Verde (EV)            | Política verde               | Varios líderes                    | EGP             | 2/73          |
|         | Más Europa (+Eu)             | Liberalismo                  | Benedetto Della Vedova            | ALDE            | 2/73          |

1. ↑  Participando como Partido Democrático–Somos Europeos–PES e incluyendo a Art.1, Demo.S y Futura. La lista está también en alianza con la lista de minorías francófonas ApE del Valle de Aosta, compuesta por UV, UVP, ALPE, SA y EPAV.
2. ↑  Incluyendo a UdC, CP, Pensionistas y miembros individuales de NcI. La lista está también en alianza con el SVP, lista de minorías de habla alemana y ladina de Tirol del Sur, para la ocasión también se incluyen al PATT de Trentino y SSk de Friuli-Venecia Julia.
3. ↑  Incluyendo al PLI y al PSd'Az (Italia insular).
4. ↑  Incluyendo al MNS y DI.
5. ↑  Incluyendo a SI, PRC, AET, PdS y escindidos individuales de la disuelta LeU.
6. ↑  Incluyendo a FdV, Pos, GI y (en el Nordeste) Grüne.
7. ↑  Incluyendo a IiC, PSI, PRI, ALI, la sección italiana del EDP y (en el Nordeste) TK de Tirol del Sur.

### Principales candidatos
En la siguiente tabla, se enumeran los principales candidatos de cada partido/lista en los cinco distritos electorales.
| Partido | Partido                | Noroeste               | Nordeste            | Centro               | Sur                | Islas                | Fuente        |
| ------- | ---------------------- | ---------------------- | ------------------- | -------------------- | ------------------ | -------------------- | ------------- |
|         | Partido Democrático    | Giuliano Pisapia       | Carlo Calenda       | Simona Bonafé        | Franco Roberti     | Caterina Chinnici    | [ 25 ] [ 26 ] |
|         | Movimiento 5 Estrellas | Sabrina Pignedoli      | Maria Angela Danzì  | Daniela Rondinelli   | Chiara Maria Gemma | Alessandra Todde     | [ 27 ] [ 28 ] |
|         | Forza Italia           | Silvio Berlusconi      | Silvio Berlusconi   | Antonio Tajani       | Silvio Berlusconi  | Silvio Berlusconi    | [ 29 ] [ 30 ] |
|         | Liga                   | Matteo Salvini         | Matteo Salvini      | Matteo Salvini       | Matteo Salvini     | Matteo Salvini       | [ 31 ] [ 32 ] |
|         | Hermanos de Italia     | Giorgia Meloni         | Giorgia Meloni      | Giorgia Meloni       | Giorgia Meloni     | Giorgia Meloni       | [ 33 ] [ 34 ] |
|         | La Izquierda           | Eleonora Cirant        | Silvia Prodi        | Marilena Grassadonia | Eleonora Forenza   | Corradino Mineo      | [ 35 ] [ 36 ] |
|         | Europa Verde           | Elena Grandi           | Silvia Zamboni      | Annalisa Corrado     | Eliana Baldo       | Nadia Spallitta      | [ 37 ] [ 38 ] |
|         | Más Europa             | Benedetto Della Vedova | Federico Pizzarotti | Emma Bonino          | Raimondo Pasquino  | Fabrizio Ferrandelli | [ 39 ] [ 40 ] |

### Eslóganes
| Partido | Partido                | Eslogan original                      | Traducción                                | Fuente        |
| ------- | ---------------------- | ------------------------------------- | ----------------------------------------- | ------------- |
|         | Partido Democrático    | Una nuova Europa, un'Italia più forte | "Una nueva Europa, una Italia más fuerte" | [ 41 ] [ 42 ] |
|         | Movimiento 5 Estrellas | Continuare per cambiare               | "Continuar para cambiar"                  | [ 43 ] [ 44 ] |
|         | Forza Italia           | Per cambiare l'Europa                 | "Para cambiar Europa"                     | [ 45 ] [ 46 ] |
|         | Liga                   | Prima l'Italia                        | "Primero Italia"                          | [ 47 ] [ 48 ] |
|         | Hermanos de Italia     | In Europa per cambiare tutto          | "En Europa para cambiar todo"             | [ 49 ] [ 50 ] |
|         | La Izquierda           | Noi con te                            | "Nosotros contigo"                        | [ 51 ] [ 52 ] |
|         | Europa Verde           | Tocca a noi                           | "Nos toca a nosotros"                     | [ 53 ] [ 54 ] |
|         | Más Europa             | Un'altra Italia c'è                   | "Hay otra Italia"                         | [ 55 ] [ 56 ] |

## Encuestas de opinión
Los resultados de la encuesta se enumeran según la fecha de publicación de la encuesta. Los datos detallados generalmente se publican en el sitio web oficial del gobierno italiano. La publicación de encuestas de opinión durante los últimos 15 días de la campaña electoral está prohibida por la ley italiana.
Encuestas posteriores a abril de 2019
| Fecha        | Encuestadora               | Tamaño de la muestra | PD      | M5S   | FI    | Lega | LS   | FdI  | EV   | +Eu | Otros | Dif. |     |  |     |     |     |
| ------------ | -------------------------- | -------------------- | ------- | ----- | ----- | ---- | ---- | ---- | ---- | --- | ----- | ---- | --- |  | --- | --- | --- |
| Fecha        | Encuestadora               | Tamaño de la muestra | 8–9 May | Tecnè | 1.000 | 21,5 | 22,5 | 10,5 | 31,0 | 3,0 | Otros | Dif. | 5,0 |  | 3,5 | 3,0 | 8,5 |
| 8–9 May      | Euromedia                  | 800                  | 21,9    | 21,5  | 10,1  | 29,6 | 2,0  | 5,3  | 1,3  | 3,5 | 4,8   | 7,7  |     |  |     |     |     |
| 8–9 May      | Demopolis                  | 2.000                | 22,2    | 23,0  | 8,4   | 31,0 | 2,8  | 5,5  |      | 3,2 | 3,9   | 8,0  |     |  |     |     |     |
| 7–9 May      | Scenari Politici – Winpoll | 1.500                | 22,1    | 22,7  | 7,8   | 33,8 | 2,1  | 5,8  | 1,3  | 2,4 | 2,0   | 11,1 |     |  |     |     |     |
| 6–9 May      | Ixè                        | 1.000                | 20,1    | 20,5  | 9,6   | 30,5 | 3,4  | 5,2  | 1,8  | 4,0 | 4,9   | 10,0 |     |  |     |     |     |
| 5–9 May      | Termómetro Politico        | 6.000                | 21,8    | 23,0  | 9,5   | 30,6 | 1,9  | 5,8  | 0,8  | 2,8 | 4,6   | 7,6  |     |  |     |     |     |
| 8 May        | Piepoli                    | 503                  | 21,0    | 22,0  | 10,0  | 30,5 | 2,0  | 5,0  | 1,0  | 3,5 | 5,0   | 8,5  |     |  |     |     |     |
| 7–8 May      | Index                      | 800                  | 21,1    | 22,3  | 9,2   | 32,4 | 2,7  | 5,0  | 1,7  | 3,0 | 2,6   | 10,1 |     |  |     |     |     |
| 6–8 May      | SWG                        | 1.500                | 22,5    | 22,7  | 9,4   | 30,5 | 2,7  | 4,7  | 1,7  | 2,6 | 3,2   | 7,8  |     |  |     |     |     |
| 6–8 May      | Ipsos                      | 1.000                | 20,5    | 24,9  | 7,8   | 30,9 | 2,1  | 5,7  | 1,8  | 3,2 | 3,1   | 6,0  |     |  |     |     |     |
| 6–8 May      | Bidimedia                  | 1.455                | 21,2    | 22,4  | 9,0   | 32,2 | 2,5  | 4,7  | 1,7  | 3,0 | 3,3   | 9,8  |     |  |     |     |     |
| 6–8 May      | Demos & Pi                 | 1.007                | 20,4    | 22,6  | 9,5   | 32,2 | 3,1  | 4,7  |      | 4,1 | 3,4   | 9,6  |     |  |     |     |     |
| 7 May        | EMG                        | 1.642                | 21,2    | 23,5  | 10,3  | 32,2 | 2,6  | 5,0  |      | 2,8 | 2,4   | 8,7  |     |  |     |     |     |
| 7 May        | Noto                       | –                    | 21,0    | 21,0  | 9,0   | 32,0 | 2,0  | 5,5  | 1,0  | 3,5 | 5,0   | 11,0 |     |  |     |     |     |
| 5–7 May      | Demopolis                  | 1.500                | 22,0    | 23,0  | 8,5   | 31,0 | 2,8  | 5,6  |      | 3,0 | 4,1   | 8,0  |     |  |     |     |     |
| 4–6 May      | Tecnè                      | 1.509                | 21,0    | 22,0  | 10,5  | 31,0 | 3,5  | 5,0  |      | 3,5 | 3,5   | 9,0  |     |  |     |     |     |
| 30 Abr–6 May | SWG                        | 1.500                | 22,2    | 22,7  | 9,1   | 30,7 | 2,8  | 4,6  | 1,8  | 2,7 | 3,4   | 8,0  |     |  |     |     |     |
| 24 Abr–6 May | CISE                       | 1.000                | 21,6    | 23,1  | 11,7  | 27,3 | 1,0  | 4,6  |      | 4,2 | 6,5   | 4,3  |     |  |     |     |     |
| 2–3 May      | Quorum – YouTrend          | 1.000                | 21,4    | 22,2  | 9,5   | 32,1 | 3,2  | 5,3  |      | 2,3 | 4,0   | 9,9  |     |  |     |     |     |
| 2 May        | Piepoli                    | –                    | 20,5    | 22,0  | 10,0  | 31,0 | 2,0  | 5,5  | 1,0  | 3,5 | 4,5   | 9,0  |     |  |     |     |     |
| 2 May        | Euromedia                  | 800                  | 20,3    | 20,6  | 10,3  | 32,4 | 1,5  | 5,3  | 1,4  | 3,8 | 4,4   | 11,8 |     |  |     |     |     |
| 30 Abr       | Noto                       | –                    | 22,0    | 20,0  | 8,5   | 32,0 | 2,5  | 6,0  | 1,5  | 3,0 | 4,5   | 10,0 |     |  |     |     |     |
| 25–30 Abr    | Termómetro Politico        | 2.000                | 21,8    | 23,5  | 9,2   | 31,1 | 2,0  | 5,7  | 0,8  | 2,8 | 3,1   | 7,6  |     |  |     |     |     |
| 28–29 Abr    | Tecnè                      | 1.000                | 21,4    | 21,5  | 11,2  | 32,2 | 2,8  | 4,9  |      | 3,1 | 2,9   | 10,7 |     |  |     |     |     |
| 24–29 Abr    | SWG                        | 1.500                | 22,5    | 21,8  | 8,8   | 31,6 | 3,1  | 5,0  | 1,5  | 2,9 | 2,8   | 9,1  |     |  |     |     |     |
| 27 Abr       | EMG                        | 1.536                | 21,9    | 22,9  | 10,1  | 32,2 | 2,5  | 5,1  |      | 3,0 | 2,3   | 9,3  |     |  |     |     |     |
| 23 Abr       | EMG                        | 1.525                | 22,6    | 23,1  | 10,2  | 31,3 | 2,8  | 5,4  |      | 3,0 | 1,6   | 8,2  |     |  |     |     |     |
| 23 Abr       | Noto                       | –                    | 21,0    | 20,5  | 8,5   | 33,5 | 2,0  | 6,0  | 1,0  | 3,0 | 4,5   | 12,5 |     |  |     |     |     |
| 22–23 Abr    | Demopolis                  | 1.500                | 21,0    | 22,0  | 8,0   | 33,0 |      | 5,0  |      |     | 11,0  | 11,0 |     |  |     |     |     |
| 18–23 Abr    | Scenari Politici – Winpoll | 1.500                | 20,5    | 20,1  | 8,7   | 36,4 | 1,9  | 5,4  | 1,7  | 3,1 | 2,2   | 15,9 |     |  |     |     |     |
| 17–23 Abr    | SWG                        | 1.500                | 22,0    | 22,3  | 8,4   | 32,3 | 3,4  | 4,8  | 1,6  | 3,0 | 2,2   | 10,0 |     |  |     |     |     |
| 19–22 Abr    | Termómetro Politico        | 1.000                | 22,0    | 23,5  | 9,1   | 31,5 | 2,1  | 5,7  | 1,0  | 2,9 | 2,2   | 8,0  |     |  |     |     |     |
| 20 Abr       | Ipsos                      | –                    | 18,7    | 22,3  | 8,7   | 36,9 | 2,1  | 4,6  | 1,3  | 3,0 | 2,4   | 14,6 |     |  |     |     |     |
| 16 Abr       | EMG                        | 1.794                | 21,8    | 22,6  | 9,5   | 32,1 | 2,9  | 4,9  |      | 2,9 | 3,3   | 9,5  |     |  |     |     |     |
| 16 Abr       | Noto                       | –                    | 20,0    | 21,0  | 9,0   | 33,5 | 3,0  | 6,0  | 1,5  | 3,5 | 2,5   | 12,5 |     |  |     |     |     |
| 10–15 Abr    | SWG                        | 1.500                | 21,5    | 22,5  | 8,9   | 32,3 | 2,9  | 4,8  | 1,2  | 3,3 | 2,6   | 9,8  |     |  |     |     |     |

Encuestas hipotéticas hasta abril de 2019
| Fecha              | Encuestadora           | Tamaño de la muestra | PD          | M5S     | FI   | Lega | LeU  | FdI  | +Eu  | PaP | EV     | LS         | Otros | Dif. |  |     |     |     |     |
| ------------------ | ---------------------- | -------------------- | ----------- | ------- | ---- | ---- | ---- | ---- | ---- | --- | ------ | ---------- | ----- | ---- |  | --- | --- | --- | --- |
| Fecha              | Encuestadora           | Tamaño de la muestra | 16 Abr 2019 | Piepoli | 503  | 20,5 | 22,5 | 10,5 | 31,0 | 1,5 | 5,5    | 3,0        | Otros | Dif. |  | 1,5 | 2,0 | 1,5 | 8,5 |
| 16 Abr 2019        | Euromedia              | 800                  | 19,5        | 20,8    | 10,6 | 33,0 | 1,7  | 5,5  | 3,8  |     | 1,2    | 1,3        | 2,6   | 12,2 |  |     |     |     |     |
| 11–12 Abr 2019     | Quorum                 | 1.000                | 22,1        | 22,3    | 9,9  | 33,2 | 1,0  | 5,1  | 2,0  |     |        | 1,7        | 3,7   | 10,9 |  |     |     |     |     |
| 8–11 Abr 2019      | Bidimedia              | 1.310                | 21,5        | 21,5    | 10,1 | 32,3 |      | 4,8  | 3,3  |     | 1,6    | 2,8        | 2,1   | 10,8 |  |     |     |     |     |
| 2–10 Abr 2019      | Termómetro Politico    | 1.500                | 21,7        | 22,6    | 9,8  | 32,0 |      | 5,6  | 3,0  |     | 1,4    | 2,3        | 1,6   | 9,4  |  |     |     |     |     |
| 9 Abr 2019         | EMG                    | 1.845                | 21,5        | 22,3    | 10,1 | 31,4 |      | 4,8  | 2,9  |     |        |            | 6,2   | 9,1  |  |     |     |     |     |
| 9 Abr 2019         | Noto                   | –                    | 21,0        | 20,0    | 9,5  | 32,5 | 1,5  | 5,5  | 3,0  | 1,0 |        |            | 6,0   | 11,5 |  |     |     |     |     |
| 3–8 Abr 2019       | SWG                    | 1.500                | 22,1        | 22,0    | 8,9  | 31,8 |      | 4,9  | 3,1  | 1,1 |        | 2,9        | 3,2   | 9,7  |  |     |     |     |     |
| 2–4 Abr 2019       | Ipsos                  | 1.000                | 19,0        | 23,3    | 9,9  | 35,7 |      | 4,0  | 3,1  |     | 0,7    | 2,0        | 2,3   | 12,4 |  |     |     |     |     |
| 3 Abr 2019         | Piepoli                | 504                  | 20,0        | 22,5    | 10,5 | 30,5 | 1,5  | 5,0  | 3,0  |     |        | 1,5        | 5,5   | 8,0  |  |     |     |     |     |
| 3 Abr 2019         | Euromedia              | 800                  | 20,1        | 19,4    | 11,1 | 31,4 | 1,5  | 5,4  | 3,8  |     |        | 2,4        | 4,9   | 11,3 |  |     |     |     |     |
| 2 Abr 2019         | EMG                    | 1.725                | 21,1        | 22,7    | 9,3  | 31,9 | 3,4  | 4,7  | 2,9  | 1,6 | c. LeU | c. LeU     | 2,4   | 9,2  |  |     |     |     |     |
| 2 Abr 2019         | Noto                   | –                    | 21,0        | 20,5    | 10,5 | 32,0 | 1,5  | 5,0  | 3,5  | 1,0 |        |            | 5,0   | 11,0 |  |     |     |     |     |
| 27 Mar–1 Abr 2019  | SWG                    | 1.500                | 20,8        | 22,2    | 9,0  | 32,9 | 1,0  | 4,6  | 2,9  | 1,3 |        | 2,3        | 3,0   | 10,7 |  |     |     |     |     |
| 25 Mar–1 Abr 2019  | Termómetro Politico    | 4.000                | 21,6        | 21,3    | 9,1  | 31,9 | 2,5  | 4,6  | 3,2  | 1,1 | v. LeU | 1,1        | 3,6   | 10,3 |  |     |     |     |     |
| 29–30 Mar 2019     | Quorum – YouTrend      | 1.000                | 20,5        | 22,7    | 10,0 | 32,1 | 0,7  | 5,3  | 2,7  |     |        | 2,7        | 3,3   | 9,4  |  |     |     |     |     |
| 26 Mar 2019        | EMG                    | 1.865                | 21,1        | 22,9    | 9,5  | 31,8 |      | 4,9  | 3,0  | 1,6 |        |            | 5,2   | 8,9  |  |     |     |     |     |
| 26 Mar 2019        | Noto                   | –                    | 21,0        | 21,0    | 11,0 | 32,0 | 2,0  | 4,5  | 3,5  | 1,0 |        |            | 4,0   | 11,0 |  |     |     |     |     |
| 20–25 Mar 2019     | SWG                    | 1.500                | 21,0        | 21,3    | 8,7  | 33,4 | 2,3  | 4,7  | 2,9  | 2,2 | 1,0    | c. LeU     | 2,5   | 12,1 |  |     |     |     |     |
| 21 Mar 2019        | Piepoli                | –                    | 20,0        | 23,0    | 11,5 | 31,0 | 1,5  | 4,5  | 3,0  |     |        | 0,5        | 5,0   | 8,0  |  |     |     |     |     |
| 20–21 Mar 2019     | Euromedia              | 800                  | 20,7        | 19,8    | 11,4 | 33,1 | 1,5  | 4,7  | 3,6  |     |        | 0,7        | 4,5   | 12,4 |  |     |     |     |     |
| 16–20 Mar 2019     | Bidimedia              | 1.245                | 21,2        | 21,1    | 9,7  | 33,0 |      | 4,1  | 2,7  |     | 1,8    | 3,0        | 3,4   | 11,8 |  |     |     |     |     |
| 19 Mar 2019        | EMG                    | 1.785                | 21,0        | 23,4    | 10,0 | 30,9 |      | 4,8  | 3,0  | 1,6 |        | No existía | 5,3   | 7,5  |  |     |     |     |     |
| 19 Mar 2019        | Noto                   | –                    | 21,0        | 21,0    | 11,0 | 32,5 | 1,5  | 4,5  | 3,5  | 1,0 |        | No existía | 4,0   | 11,5 |  |     |     |     |     |
| 13–18 Mar 2019     | SWG                    | 1.500                | 21,1        | 21,0    | 8,6  | 33,9 | 2,4  | 4,4  | 3,0  | 2,0 | 1,1    | No existía | 2,5   | 12,8 |  |     |     |     |     |
| 12 Mar 2019        | EMG                    | 1.845                | 19,9        | 23,8    | 9,8  | 30,6 |      | 4,9  | 3,1  | 1,6 |        | No existía | 6,3   | 6,8  |  |     |     |     |     |
| 12 Mar 2019        | Piepoli                | 500                  | 19,0        | 24,5    | 11,0 | 31,5 | 2,5  | 4,0  | 3,5  |     |        | No existía | 4,0   | 7,0  |  |     |     |     |     |
| 12 Mar 2019        | Noto                   | –                    | 21,0        | 21,0    | 11,5 | 32,5 | 1,5  | 4,0  | 3,5  | 1,0 |        | No existía | 4,0   | 11,5 |  |     |     |     |     |
| 6–11 Mar 2019      | SWG                    | 1.500                | 20,3        | 21,8    | 8,9  | 33,7 | 2,6  | 4,1  | 2,8  | 1,9 | 1,2    | No existía | 3,1   | 11,9 |  |     |     |     |     |
| 5 Mar 2019         | EMG                    | 1.803                | 19,3        | 23,2    | 10,2 | 31,2 |      | 4,8  | 3,1  | 1,4 |        | No existía | 6,8   | 8,0  |  |     |     |     |     |
| 5 Mar 2019         | Noto                   | –                    | 20,0        | 21,0    | 11,0 | 33,0 | 1,5  | 4,0  | 3,5  | 1,0 |        | No existía | 5,0   | 12,0 |  |     |     |     |     |
| 27 Feb–4 Mar 2019  | SWG                    | 1.500                | 19,8        | 22,1    | 8,8  | 33,4 | 2,4  | 4,4  | 3,0  | 2,0 | 1,1    | No existía | 3,1   | 11,3 |  |     |     |     |     |
| 26–28 Feb 2019     | Ipsos                  | 1.000                | 18,5        | 21,2    | 8,6  | 35,9 | 2,4  | 4,0  | 4,0  |     |        | No existía | 5,4   | 14,7 |  |     |     |     |     |
| 21–28 Feb 2019     | Termómetro Politico    | 2.400                | 20,5        | 21,3    | 8,2  | 31,5 |      | 4,5  | 4,1  | 2,8 |        | No existía | 7,1   | 10,2 |  |     |     |     |     |
| 22–27 Feb 2019     | Bidimedia              | 1.084                | 18,6        | 22,0    | 9,0  | 33,2 | 1,4  | 4,2  | 3,4  | 3,4 | 1,7    | No existía | 3,1   | 11,2 |  |     |     |     |     |
| 26 Feb 2019        | EMG                    | 1.603                | 18,2        | 23,8    | 10,7 | 31,2 |      | 5,0  | 3,0  | 1,6 |        | No existía | 6,5   | 7,4  |  |     |     |     |     |
| 25 Feb 2019        | Piepoli                | 505                  | 18,5        | 25,0    | 11,0 | 31,5 | 1,5  | 4,5  | 3,5  |     |        | No existía | 4,5   | 6,5  |  |     |     |     |     |
| 25 Feb 2019        | Euromedia              | 800                  | 18,6        | 21,8    | 11,0 | 34,6 | 1,9  | 4,7  | 3,7  |     |        | No existía | 3,7   | 12,8 |  |     |     |     |     |
| 20–25 Feb 2019     | SWG                    | 1.500                | 18,5        | 22,6    | 8,7  | 33,2 | 3,0  | 4,3  | 3,1  | 2,3 | 1,0    | No existía | 4,3   | 10,6 |  |     |     |     |     |
| 19 Feb 2019        | EMG                    | 1.802                | 17,9        | 24,8    | 10,3 | 30,7 |      | 5,2  | 3,0  | 1,6 |        | No existía | 6,5   | 5,9  |  |     |     |     |     |
| 19 Feb 2019        | Noto                   | –                    | 18,0        | 21,0    | 11,0 | 35,0 | 2,0  | 4,0  | 3,5  | 1,0 |        | No existía | 4,5   | 14,0 |  |     |     |     |     |
| 13–18 Feb 2019     | SWG                    | 1.500                | 18,6        | 22,1    | 9,0  | 33,4 | 2,9  | 4,5  | 2,9  | 2,2 | 1,2    | No existía | 3,2   | 11,3 |  |     |     |     |     |
| 13–15 Feb 2019     | Quorum – YouTrend      | 1.003                | 18,0        | 24,3    | 10,3 | 32,9 |      | 5,1  |      |     |        | No existía | 9,4   | 8,6  |  |     |     |     |     |
| 12 Feb 2019        | EMG                    | –                    | 18,0        | 24,6    | 9,5  | 31,4 |      | 4,9  | 3,0  | 2,0 |        | No existía | 6,6   | 6,8  |  |     |     |     |     |
| 12 Feb 2019        | Piepoli                | 500                  | 18,0        | 27,5    | 10,0 | 31,0 | 2,0  | 5,0  | 3,5  |     |        | No existía | 3,5   | 3,5  |  |     |     |     |     |
| 12 Feb 2019        | Euromedia              | 800                  | 18,3        | 23,5    | 10,8 | 34,5 | 1,8  | 5,0  | 3,5  |     |        | No existía | 2,6   | 11,0 |  |     |     |     |     |
| 12 Feb 2019        | Noto                   | –                    | 19,0        | 22,0    | 10,0 | 34,0 | 2,0  | 4,5  | 3,5  | 1,5 |        | No existía | 3,5   | 12,0 |  |     |     |     |     |
| 6–11 Feb 2019      | SWG                    | 1.500                | 17,5        | 23,3    | 8,5  | 33,8 | 2,7  | 4,6  | 3,1  | 2,4 | 1,0    | No existía | 3,1   | 10,5 |  |     |     |     |     |
| 6–7 Feb 2019       | Ipsos                  | 1.000                | 16,1        | 25,4    | 8,1  | 34,4 | 2,2  | 3,6  | 4,2  |     |        | No existía | 6,0   | 9,0  |  |     |     |     |     |
| 6 Feb 2019         | Noto                   | –                    | 19,0        | 24,0    | 9,0  | 33,0 | 2,0  | 4,5  | 3,0  | 1,5 |        | No existía | 3,5   | 9,0  |  |     |     |     |     |
| 2–6 Feb 2019       | Bidimedia              | 1.113                | 18,2        | 24,0    | 8,4  | 32,5 |      | 3,8  | 3,5  | 3,7 |        | No existía | 5,9   | 8,5  |  |     |     |     |     |
| 5 Feb 2019         | EMG                    | 1.803                | 18,7        | 25,1    | 9,7  | 30,1 |      | 4,5  | 3,0  | 2,0 |        | No existía | 6,9   | 5,0  |  |     |     |     |     |
| 30 Ene–4 Feb 2019  | SWG                    | 1.500                | 16,8        | 24,0    | 8,3  | 33,8 | 2,9  | 4,3  | 3,1  | 2,5 | 1,0    | No existía | 3,3   | 9,8  |  |     |     |     |     |
| 29 Ene 2019        | EMG                    | 1.786                | 18,2        | 25,8    | 9,2  | 30,3 |      | 4,5  | 3,0  | 1,9 |        | No existía | 7,1   | 4,5  |  |     |     |     |     |
| 29 Ene 2019        | Piepoli                | 503                  | 18,0        | 28,0    | 9,5  | 31,0 | 2,5  | 5,0  | 4,0  |     |        | No existía | 1,5   | 3,0  |  |     |     |     |     |
| 29 Ene 2019        | Euromedia              | 800                  | 16,1        | 24,2    | 10,0 | 33,7 | 1,4  | 5,1  | 3,1  |     |        | No existía | 6,3   | 9,5  |  |     |     |     |     |
| 28 Ene 2019        | Quorum                 | 1.000                | 19,1        | 26,6    | 9,6  | 30,9 |      | 5,0  |      |     |        | No existía | 8,8   | 4,3  |  |     |     |     |     |
| 23–28 Ene 2019     | SWG                    | 1.500                | 17,2        | 24,9    | 8,1  | 32,6 | 2,6  | 4,5  | 2,9  | 2,4 | 1,2    | No existía | 3,6   | 7,7  |  |     |     |     |     |
| 22 Ene 2019        | EMG                    | 1.801                | 17,9        | 26,5    | 8,9  | 30,1 |      | 4,7  | 2,6  | 2,1 |        | No existía | 7,2   | 3,6  |  |     |     |     |     |
| 16–21 Ene 2019     | SWG                    | 1.500                | 17,9        | 25,7    | 8,6  | 31,5 | 2,8  | 4,4  | 3,0  | 2,3 |        | No existía | 3,8   | 5,8  |  |     |     |     |     |
| 15–17 Ene 2019     | Ipsos                  | 1.000                | 17,3        | 25,4    | 7,1  | 35,8 |      | 3,4  | 3,5  |     |        | No existía | 7,5   | 10,4 |  |     |     |     |     |
| 15 Ene 2019        | EMG                    | 1.794                | 18,5        | 26,6    | 8,8  | 30,6 |      | 4,4  | 2,1  | 1,8 |        | No existía | 7,2   | 4,0  |  |     |     |     |     |
| 9–14 Ene 2019      | SWG                    | 1.500                | 17,3        | 25,2    | 8,2  | 32,2 | 3,1  | 4,2  | 3,2  | 2,5 |        | No existía | 4,1   | 7,0  |  |     |     |     |     |
| 7–10 Ene 2019      | BiDiMedia              | 1.096                | 18,0        | 24,2    | 8,3  | 32,3 |      | 4,2  | 3,8  | 3,6 |        | No existía | 5,6   | 8,1  |  |     |     |     |     |
| 8 Ene 2019         | EMG                    | 1.540                | 19,1        | 26,1    | 8,3  | 31,0 |      | 4,1  | 2,0  | 2,0 |        | No existía | 7,4   | 4,9  |  |     |     |     |     |
| 3–7 Ene 2019       | SWG                    | 1.500                | 17,3        | 26,3    | 8,3  | 32,2 | 2,8  | 3,8  | 2,9  | 2,2 |        | No existía | 4,2   | 5,9  |  |     |     |     |     |
| 17–21 Dic 2018     | BiDiMedia              | 1.018                | 16,8        | 24,8    | 7,3  | 33,7 | 1,4  | 3,8  | 4,2  | 4,0 |        | No existía | 4,0   | 8,9  |  |     |     |     |     |
| 18 Dic 2018        | EMG                    | 1.611                | 18,0        | 27,9    | 8,5  | 31,4 |      | 4,1  | 2,1  | 1,9 |        | No existía | 6,1   | 3,5  |  |     |     |     |     |
| 12–17 Dic 2018     | SWG                    | 1.500                | 16,8        | 26,5    | 8,0  | 33,0 | 2,3  | 4,0  | 2,8  | 2,4 |        | No existía | 4,2   | 6,5  |  |     |     |     |     |
| 11 Dic 2018        | EMG                    | 1.803                | 17,7        | 26,4    | 8,4  | 32,1 |      | 4,0  | 2,2  | 2,0 |        | No existía | 7,2   | 5,7  |  |     |     |     |     |
| 5–10 Dic 2018      | SWG                    | 1.500                | 17,5        | 26,2    | 8,7  | 32,0 | 2,3  | 3,7  | 3,0  | 2,4 |        | No existía | 4,2   | 5,8  |  |     |     |     |     |
| 3–6 Dic 2018       | Twig                   | 1.000                | 17,5        | 26,9    | 10,1 | 31,8 |      | 2,8  | 2,7  |     |        | No existía | 8,2   | 4,9  |  |     |     |     |     |
| 4 Dic 2018         | EMG                    | 1.784                | 18,5        | 25,7    | 8,2  | 32,1 |      | 4,0  | 2,2  | 2,1 |        | No existía | 7,0   | 6,4  |  |     |     |     |     |
| 28 Nov–3 Dic 2018  | SWG                    | 1.500                | 17,6        | 27,3    | 8,2  | 32,0 | 2,4  | 3,3  | 2,8  | 2,4 |        | No existía | 4,0   | 4,7  |  |     |     |     |     |
| 28 Nov 2018        | Noto                   | –                    | 18,0        | 25,0    | 9,5  | 34,0 | 2,0  | 4,0  | 2,5  | 2,0 |        | No existía | 6,0   | 9,0  |  |     |     |     |     |
| 27 Nov 2018        | EMG                    | 1.803                | 18,5        | 25,9    | 8,3  | 32,0 |      | 4,0  | 2,1  | 2,0 |        | No existía | 7,2   | 6,1  |  |     |     |     |     |
| 25 Nov 2018        | Noto                   | –                    | 17,0        | 25,0    | 9,0  | 33,0 | 2,0  | 3,5  | 2,5  | 2,0 |        | No existía | 6,0   | 8,0  |  |     |     |     |     |
| 19–22 Nov 2018     | BiDiMedia              | 1.081                | 17,4        | 26,1    | 7,3  | 32,9 | 1,4  | 4,2  | 3,4  | 3,3 |        | No existía | 4,0   | 6,8  |  |     |     |     |     |
| 25 de mayo de 2014 | Resultados electorales | –                    | 40,8        | 21,2    | 16,8 | 6,2  | –    | 3,7  | –    | –   | –      | –          | 11,3  | 19,6 |  |     |     |     |     |

1. ↑  En las Elecciones generales de Italia de 2018 LeU fue una lista conjunta, principalmente compuesta por Art.1 y SI. Algunas encuestas han incluido Art.1 o SI o ambos, a veces juntos, en vez de LeU. Desde abril de 2019, algunas encuestas comenzaron a colocar a SI junto con el PRC y Art.1 por separado. Finalmente Art.1 eligió participar junto con el PD.
2. ↑  En las elecciones generales de Italia de 2018 PaP fue una lista conjunta, incluyendo al PRC y al PCI, quien dejó la alianza unos meses después. Algunas encuestas han incluido a estos dos partidos dentro de PaP y/o a CP. En marzo de 2019 el líder de CP, Luigi de Magistris, anunció que no participaría en las elecciones. En abril, PaP decidió no presentarse a las elecciones.
3. ↑  Hasta Marzo de 2019 los resultados se refieren a la propuesta de lista conjunta formada por FdV, IiC (que finalmente decidió participar con +Eu) y GI, desde Abril a EV, lista conjunta de FdV, Pos y GI.

## Resultados

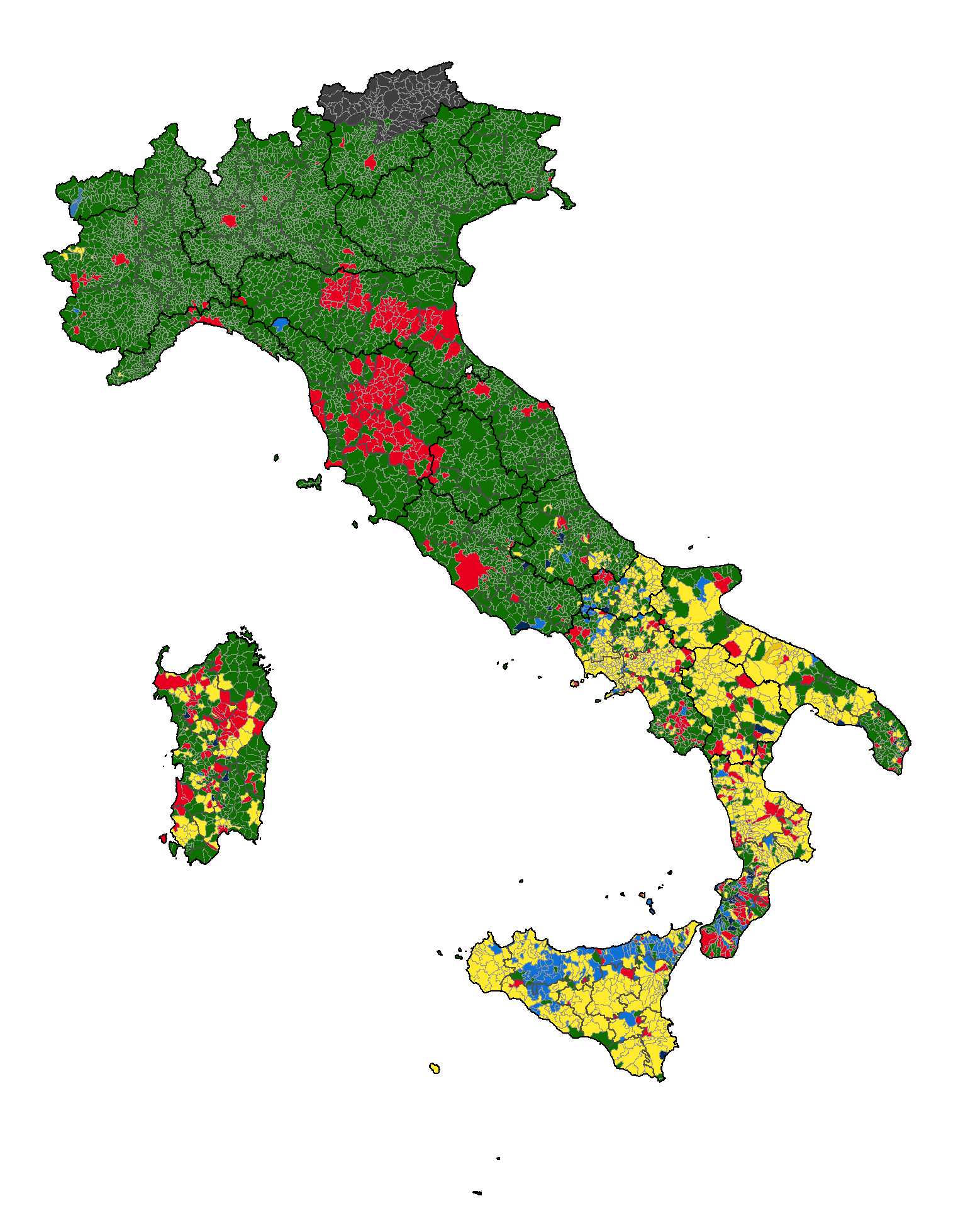
Mapa con el partido más votado en cada comune.

Total de escaños por circunscripción. Como se trata de una elección con representación proporcional, el total de escaños se determina mediante el voto popular nacional.

| Partido                                                                             | Partido                                                | Partido Europeo                      | Candidato principal                  | Votos      | %      | +/−    | Escaños (pre-Brexit) | +/−   | Escaños (post-Brexit) | +/−   |
| ----------------------------------------------------------------------------------- | ------------------------------------------------------ | ------------------------------------ | ------------------------------------ | ---------- | ------ | ------ | -------------------- | ----- | --------------------- | ----- |
|                                                                                     | Liga (Lega)                                            | MENF                                 | Matteo Salvini                       | 9.175.208  | 34,26  | +28,12 | 28/73                | +23   | 29/76                 | +24   |
|                                                                                     | Partido Democrático – Somos Europeos (PD–SE)           | PES                                  | Carlo Calenda                        | 6.089.853  | 22,74  | −18,03 | 19/73                | −12   | 19/76                 | −12   |
|                                                                                     | Movimiento 5 Estrellas (M5S)                           | Ninguno                              | Dino Giarrusso                       | 4.569.089  | 17,06  | −4,11  | 14/73                | −3    | 14/76                 | −3    |
|                                                                                     | Forza Italia (FI)                                      | EPP                                  | Silvio Berlusconi                    | 2.351.673  | 8,78   | −8,04  | 6/73                 | −7    | 7/76                  | −6    |
|                                                                                     | Hermanos de Italia (FdI)                               | ECR                                  | Giorgia Meloni                       | 1.726.189  | 6,44   | +2,78  | 5/73                 | +5    | 6/76                  | +6    |
|                                                                                     | Más Europa – Italia en Común (+Eu–IiC)                 | ALDE                                 | Emma Bonino                          | 833.443    | 3,11   | nuevo  | 0/73                 | nuevo | 0/76                  | nuevo |
|                                                                                     | Europa Verde (EV)                                      | EGP                                  | Giuseppe Civati                      | 621.492    | 2,32   | +1,41  | 0/73                 | ±0    | 0/76                  | ±0    |
|                                                                                     | La Izquierda (LS)                                      | PEL                                  | Eleonora Forenza                     | 469.943    | 1,75   | −2,29  | 0/73                 | −3    | 0/76                  | −3    |
|                                                                                     | Partido Comunista (PC)                                 | INITIATIVE                           | Marco Rizzo                          | 235.542    | 0,88   | nuevo  | 0/73                 | nuevo | 0/76                  | nuevo |
|                                                                                     | Partido Animalista (PA)                                | APE                                  | Cristiano Cerello                    | 160.270    | 0,60   | nuevo  | 0/73                 | nuevo | 0/76                  | nuevo |
|                                                                                     | Partido Popular Sudtirolés (SVP)                       | EPP                                  | Herbert Dorfmann                     | 142.185    | 0,53   | +0,03  | 1/73                 | ±0    | 1/76                  | ±0    |
|                                                                                     | El Pueblo de la Familia – Alternativa Popular (PdF–AP) | EPP                                  | Mario Adinolfi                       | 114.531    | 0,43   | nuevo  | 0/73                 | nuevo | 0/76                  | nuevo |
|                                                                                     | CasaPound Italia–Derecha Unida (CPI–DU)                | AENM                                 | Simone Di Stefano                    | 89.142     | 0,33   | nuevo  | 0/73                 | nuevo | 0/76                  | nuevo |
|                                                                                     | Populares por Italia (PpI)                             | EPP                                  | Mario Mauro                          | 80.553     | 0,30   | nuevo  | 0/73                 | nuevo | 0/76                  | nuevo |
|                                                                                     | Partido Pirata (PP)                                    | PPEU                                 | Luigi Di Liberto                     | 60.809     | 0,23   | nuevo  | 0/73                 | nuevo | 0/76                  | nuevo |
|                                                                                     | Fuerza Nueva (FN)                                      | APF                                  | Roberto Fiore                        | 41.077     | 0,15   | nuevo  | 0/73                 | nuevo | 0/76                  | nuevo |
|                                                                                     | Autonomías por Europa (ApE)                            | EFA                                  | Marco Gheller                        | 17.692     | 0,07   | nuevo  | 0/73                 | nuevo | 0/76                  | nuevo |
|                                                                                     | Partido del Pensamiento y la Acción (PPA)              | Ninguno                              | Paolo La Triglia                     | 5.041      | 0,02   | nuevo  | 0/73                 | nuevo | 0/76                  | nuevo |
|                                                                                     |                                                        |                                      |                                      |            |        |        |                      |       |                       |       |
| Votos válidos                                                                       | Votos válidos                                          | Votos válidos                        | Votos válidos                        | 26.783.732 | 96,41  |        |                      |       |                       |       |
| Votos en blanco y nulos                                                             | Votos en blanco y nulos                                | Votos en blanco y nulos              | Votos en blanco y nulos              | 994.450    | 3,59   |        |                      |       |                       |       |
| Total                                                                               | Total                                                  | Total                                | Total                                | 27.780.855 | 100,00 |        |                      |       |                       |       |
| Votantes registrados y participación                                                | Votantes registrados y participación                   | Votantes registrados y participación | Votantes registrados y participación | 50.977.280 | 54,50  |        |                      |       |                       |       |
| Fuente: Ministerio del Interior Archivado el 26 de mayo de 2019 en Wayback Machine. |                                                        |                                      |                                      |            |        |        |                      |       |                       |       |

1. ↑  Lista conectada con Forza Italia.
2. ↑  Lista conectada con el Partido Democrático.

| \| Voto popular \| Voto popular \| Voto popular \| Voto popular \| Voto popular \| \| ------------ \| ------------ \| ------------ \| ------------ \| ------------ \| \| \| \| \| \| \| \| Lega \| Lega \| \| 34.3 % \| 34.3 % \| \| PD \| PD \| \| 22.7 % \| 22.7 % \| \| M5S \| M5S \| \| 17.1 % \| 17.1 % \| \| FI \| FI \| \| 8.8 % \| 8.8 % \| \| FdI \| FdI \| \| 6.5 % \| 6.5 % \| \| +Eu \| +Eu \| \| 3.1 % \| 3.1 % \| \| EV \| EV \| \| 2.3 % \| 2.3 % \| \| LS \| LS \| \| 1.8 % \| 1.8 % \| \| Otros \| Otros \| \| 4.3 % \| 4.3 % \| |       |  |        |        |
| Voto popular |       |  |        |        |
| |       |  |        |        |
| Lega | Lega  |  | 34.3 % | 34.3 % |
| PD | PD    |  | 22.7 % | 22.7 % |
| M5S | M5S   |  | 17.1 % | 17.1 % |
| FI | FI    |  | 8.8 %  | 8.8 %  |
| FdI | FdI   |  | 6.5 %  | 6.5 %  |
| +Eu | +Eu   |  | 3.1 %  | 3.1 %  |
| EV | EV    |  | 2.3 %  | 2.3 %  |
| LS | LS    |  | 1.8 %  | 1.8 %  |
| Otros | Otros |  | 4.3 %  | 4.3 %  |

| \| Distribución de escaños (post-Brexit) \| Distribución de escaños (post-Brexit) \| Distribución de escaños (post-Brexit) \| Distribución de escaños (post-Brexit) \| Distribución de escaños (post-Brexit) \| \| ------------------------------------- \| ------------------------------------- \| ------------------------------------- \| ------------------------------------- \| ------------------------------------- \| \| \| \| \| \| \| \| Lega \| Lega \| \| 38.2 % \| 38.2 % \| \| PD \| PD \| \| 25.0 % \| 25.0 % \| \| M5S \| M5S \| \| 18.4 % \| 18.4 % \| \| FI \| FI \| \| 9.2 % \| 9.2 % \| \| FdI \| FdI \| \| 7.9 % \| 7.9 % \| \| SVP \| SVP \| \| 1.3 % \| 1.3 % \| |      |  |        |        |
| Distribución de escaños (post-Brexit) |      |  |        |        |
| |      |  |        |        |
| Lega | Lega |  | 38.2 % | 38.2 % |
| PD | PD   |  | 25.0 % | 25.0 % |
| M5S | M5S  |  | 18.4 % | 18.4 % |
| FI | FI   |  | 9.2 %  | 9.2 %  |
| FdI | FdI  |  | 7.9 %  | 7.9 %  |
| SVP | SVP  |  | 1.3 %  | 1.3 %  |

### Resultados detallados
Por circunscripción
| Circunscripciones Italianas | Lega      | Lega      | Lega  | PD        | PD        | PD    | M5S       | M5S     | M5S   | FI      | FI      | FI   | FdI     | FdI     | FdI  | +Eu     | +Eu     | +Eu  | EV      | EV      | EV   | LS      | LS      | LS   | Otros   | Otros   | Otros | P/o   |   |       |
| Circunscripciones Italianas | #         | %         | E     | #         | %         | E     | #         | %       | E     | #       | %       | E    | #       | %       | E    | #       | %       | E    | #       | %       | E    | #       | %       | E    | #       | %       | E     | P/o   |   |       |
| --------------------------- | --------- | --------- | ----- | --------- | --------- | ----- | --------- | ------- | ----- | ------- | ------- | ---- | ------- | ------- | ---- | ------- | ------- | ---- | ------- | ------- | ---- | ------- | ------- | ---- | ------- | ------- | ----- | ----- | - | ----- |
| Circunscripciones Italianas | Noroeste  | 3.193.908 | 40,61 | 9         | 1.849.085 | 23,51 | 5         | 873.749 | 11,11 | 2       | 691.037 | 8,79 | 2       | 443.763 | 5,64 | 2       | 249.778 | 3,18 | 0       | 193.394 | 2,46 | 0       | 116.507 | 1,48 | 0       | 254.456 | 3,22  | P/o   | 0 | 62,67 |
| Nordeste                    | 2.381.555 | 40,90     | 7     | 1.388.378 | 23,84     | 4     | 599.106   | 10,29   | 2     | 339.016 | 5,82    | 0    | 333.390 | 5,72    | 1    | 202.518 | 3,48    | 0    | 186.018 | 3,19    | 0    | 84.447  | 1,45    | 0    | 309.139 | 5,31    | 1     | 62,46 |   |       |
| Central                     | 1.848.005 | 33,36     | 6     | 1.488.260 | 26,87     | 4     | 882.802   | 15,94   | 2     | 345.788 | 6,24    | 2    | 385.962 | 6,97    | 1    | 167.206 | 3,02    | 0    | 120.429 | 2,17    | 0    | 123.396 | 2,23    | 0    | 177.435 | 3,20    | 0     | 58,35 |   |       |
| Sur                         | 1.291.546 | 23,46     | 5     | 984.619   | 17,88     | 4     | 1.603.392 | 29,12   | 6     | 674.489 | 12,25   | 2    | 414.767 | 7,53    | 1    | 173.591 | 3,15    | 0    | 94.379  | 1,71    | 0    | 111.821 | 2,03    | 0    | 157.723 | 2,87    | 0     | 46,46 |   |       |
| Islas                       | 460.194   | 22,46     | 2     | 379.511   | 18,52     | 2     | 610.040   | 29,77   | 2     | 301.343 | 14,71   | 1    | 148.307 | 7,24    | 1    | 40.350  | 1,97    | 0    | 27.272  | 1,33    | 0    | 33.772  | 1,65    | 0    | 48.359  | 2,35    | 0     | 34,86 |   |       |

Por región
| Regiones             | Lega           | Lega   | PD        | PD    | M5S     | M5S   | FI      | FI    | FdI     | FdI   | +Eu     | +Eu   | EV      | EV    | LS     | LS    | Otros   | Otros | P/o   |       |       |
| Regiones             | #              | %      | #         | %     | #       | %     | #       | %     | #       | %     | #       | %     | #       | %     | #      | %     | #       | %     | P/o   |       |       |
| -------------------- | -------------- | ------ | --------- | ----- | ------- | ----- | ------- | ----- | ------- | ----- | ------- | ----- | ------- | ----- | ------ | ----- | ------- | ----- | ----- | ----- | ----- |
| Regiones             | Valle de Aosta | 18.525 | 37,17     | 8.084 | 16,22   | 4.830 | 9,69    | 2.684 | 5,38    | 1.618 | 3,25    | 1.844 | 3,70    | 2.322 | 4,66   | 1.331 | 2,67    | 8.606 | P/o   | 17,26 | 51,91 |
| Piamonte             | 813.005        | 37,14  | 524.078   | 23,94 | 290.141 | 13,26 | 198.721 | 9,08  | 130.986 | 5,98  | 72.139  | 3,30  | 50.457  | 2,31  | 32.784 | 1,50  | 76.526  | 3,49  | 64,67 |       |       |
| Lombardía            | 2.107.080      | 43,38  | 1.120.933 | 23,08 | 453.863 | 9,34  | 430.141 | 8,86  | 268.414 | 5,53  | 150.192 | 3,09  | 119.667 | 2,46  | 65.182 | 1,34  | 141.669 | 2,92  | 64,10 |       |       |
| Liguria              | 251.696        | 33,88  | 185.260   | 24,94 | 122.536 | 16,49 | 57.887  | 7,79  | 42.118  | 5,67  | 22.649  | 3,05  | 18.332  | 2,47  | 16.148 | 2,17  | 26.289  | 3,54  | 58,50 |       |       |
| Trentino-Alto Adigio | 137.739        | 27,78  | 79.329    | 16,00 | 31.167  | 6,29  | 17.587  | 3,55  | 16.695  | 3,37  | 35.044  | 7,07  | 31.561  | 6,37  | 5.969  | 1,20  | 140.719 | 28,37 | 59,88 |       |       |
| Friuli-Venecia Julia | 245.636        | 42,56  | 128.302   | 22,23 | 55.529  | 9,62  | 38.593  | 6,69  | 43.898  | 7,61  | 17.333  | 3,00  | 17.177  | 2,98  | 9.428  | 1,63  | 21.296  | 3,68  | 57,04 |       |       |
| Véneto               | 1.234.610      | 49,88  | 468.789   | 18,94 | 220.429 | 8,91  | 149.636 | 6,05  | 167.394 | 6,76  | 67.342  | 2,72  | 67.846  | 2,74  | 25.981 | 1,05  | 73.121  | 2,95  | 63,69 |       |       |
| Emilia-Romaña        | 759.948        | 33,77  | 703.131   | 31,24 | 290.019 | 12,89 | 131.992 | 5,87  | 104.861 | 4,66  | 80.153  | 3,56  | 66.002  | 2,93  | 42.010 | 1,87  | 72.273  | 3,23  | 67,31 |       |       |
| Toscana              | 588.727        | 31,48  | 622.934   | 33,31 | 237.109 | 12,68 | 108.793 | 5,82  | 92.233  | 4,93  | 57.069  | 3,05  | 46.835  | 2,50  | 48.715 | 2,60  | 67.976  | 3,63  | 65,75 |       |       |
| Umbría               | 171.458        | 38,18  | 107.687   | 23,98 | 65.718  | 14,63 | 28.828  | 6,42  | 29.551  | 6,58  | 12.062  | 2,69  | 7.846   | 1,75  | 9.427  | 2,10  | 16.497  | 4,00  | 67,69 |       |       |
| Marcas               | 291.061        | 37,98  | 170.596   | 22,26 | 141.239 | 18,43 | 42.381  | 5,53  | 44.644  | 5,83  | 21.430  | 2,80  | 17.210  | 2,25  | 12.517 | 1,63  | 25.225  | 3,29  | 62,13 |       |       |
| Lacio                | 793.889        | 32,66  | 578.253   | 23,79 | 436.102 | 17,94 | 164.749 | 6,78  | 218.875 | 9,00  | 74.275  | 3,06  | 46.434  | 1,91  | 51.632 | 2,12  | 66.877  | 2,74  | 53,32 |       |       |
| Abruzos              | 205.370        | 35,31  | 98.665    | 16,96 | 130.513 | 22,44 | 54.631  | 9,39  | 40.724  | 7,00  | 13.907  | 2,39  | 9.124   | 1,57  | 10.396 | 1,79  | 18.313  | 3,15  | 52,61 |       |       |
| Molise               | 36.544         | 24,26  | 22.058    | 14,64 | 43.330  | 28,76 | 23.060  | 15,31 | 9.534   | 6,33  | 2.130   | 1,41  | 1.724   | 1,14  | 3.189  | 2,12  | 9.077   | 6,03  | 53,27 |       |       |
| Campania             | 419.623        | 19,21  | 417.396   | 19,11 | 739.541 | 33,85 | 298.254 | 13,65 | 127.211 | 5,82  | 55.055  | 2,52  | 32.869  | 1,50  | 40.300 | 1,84  | 54.355  | 2,50  | 47,61 |       |       |
| Apulia               | 403.424        | 25,29  | 265.412   | 16,64 | 419.344 | 26,29 | 177.304 | 11,11 | 141.865 | 8,89  | 79.470  | 4,98  | 31.667  | 1,98  | 34.800 | 2,18  | 42.087  | 2,64  | 49,79 |       |       |
| Basilicata           | 55.453         | 23,32  | 41.307    | 17,37 | 70.559  | 29,67 | 22.360  | 9,40  | 19.964  | 8,39  | 7.755   | 3,23  | 5.645   | 2,37  | 6.350  | 2,67  | 8.447   | 3,58  | 47,30 |       |       |
| Calabria             | 164.915        | 22,61  | 133.136   | 18,25 | 194.695 | 26,69 | 97.135  | 13,32 | 76.835  | 10,26 | 13.557  | 1,86  | 11.088  | 1,52  | 15.736 | 2,16  | 24.240  | 3,33  | 43,99 |       |       |
| Sicilia              | 319.439        | 20,77  | 255.741   | 16,63 | 479.562 | 31,18 | 261.340 | 16,99 | 117.131 | 7,62  | 29.089  | 1,89  | 18.009  | 1,17  | 22.487 | 1,46  | 35.137  | 2,32  | 37,51 |       |       |
| Cerdeña              | 135.496        | 27,57  | 119.260   | 24,27 | 126.301 | 25,70 | 38.389  | 7,81  | 30.681  | 6,24  | 10.269  | 2,09  | 7.863   | 1,60  | 10.710 | 2,18  | 12.485  | 2,54  | 36,25 |       |       |
|                      |                |        |           |       |         |       |         |       |         |       |         |       |         |       |        |       |         |       |       |       |       |
| Exterior (UE)        | 21.570         | 17,86  | 39.502    | 32,71 | 16.561  | 13,71 | 7.208   | 5,97  | 2.957   | 2,45  | 10.679  | 8,84  | 11.814  | 9,78  | 4.851  | 4,02  | 5.627   | 4,66  | 7,64  |       |       |

Por municipio (con más de 100.000 habitantes)
| Comune                | Lega      | Lega   | PD        | PD     | M5S       | M5S   | FI      | FI    | FdI     | FdI   | +Eu     | +Eu   | EV      | EV    | LS      | LS    | Otros   | Otros | T/o   |      |       |
| Comune                | #         | %      | #         | %      | #         | %     | #       | %     | #       | %     | #       | %     | #       | %     | #       | %     | #       | %     | T/o   |      |       |
| --------------------- | --------- | ------ | --------- | ------ | --------- | ----- | ------- | ----- | ------- | ----- | ------- | ----- | ------- | ----- | ------- | ----- | ------- | ----- | ----- | ---- | ----- |
| Comune                | Ancona    | 12.126 | 28,51     | 12.981 | 30,52     | 7.712 | 18,13   | 2.023 | 4,76    | 2.356 | 5,54    | 1.477 | 3,47    | 1.528 | 3,59    | 1.166 | 2,74    | 1.166 | T/o   | 2,74 | 54,77 |
| Bari                  | 36.195    | 21,84  | 33.814    | 20,40  | 45.847    | 27,66 | 17.218  | 10,39 | 11.402  | 6,88  | 8.681   | 5,24  | 3.674   | 2,22  | 4.091   | 2,47  | 4.826   | 2,90  | 66,73 |      |       |
| Bérgamo               | 20.246    | 32,41  | 20.391    | 32,64  | 4.247     | 6,80  | 5.280   | 8,45  | 4.142   | 6,63  | 3.218   | 5,15  | 1.983   | 3,17  | 1.084   | 1,74  | 1.876   | 3,01  | 70,24 |      |       |
| Bolonia               | 40.282    | 21,82  | 74.474    | 40,33  | 20.008    | 10,84 | 10.683  | 5,79  | 8.592   | 4,65  | 9.315   | 5,04  | 8.423   | 4,56  | 7.555   | 4,09  | 5.105   | 2,88  | 63,35 |      |       |
| Bolzano               | 14.755    | 30,87  | 8.336     | 17,44  | 3.803     | 7,96  | 1.889   | 3,95  | 2.039   | 4,27  | 3.458   | 7,24  | 4.417   | 9,24  | 800     | 1,67  | 8.297   | 17,36 | 61,41 |      |       |
| Brescia               | 31.285    | 35,36  | 27.356    | 30,92  | 7.306     | 8,26  | 6.736   | 7,61  | 4.853   | 5,49  | 3.643   | 4,12  | 2.989   | 3,38  | 1.709   | 1,93  | 2.593   | 2,93  | 63,13 |      |       |
| Cagliari              | 12.741    | 22,71  | 17.389    | 30,99  | 10.632    | 18,95 | 5.047   | 8,99  | 4.155   | 7,40  | 1.798   | 3,20  | 1.185   | 2,11  | 1.792   | 3,19  | 1.375   | 2,46  | 44,07 |      |       |
| Catania               | 17.256    | 18,95  | 17.674    | 19,41  | 30.447    | 33,44 | 12.380  | 13,59 | 7.083   | 7,78  | 1.234   | 1,36  | 1.309   | 1,44  | 1.773   | 1,95  | 1.907   | 2,08  | 37,11 |      |       |
| Ferrara               | 27.783    | 36,65  | 22.002    | 29,03  | 7.894     | 10,41 | 4.247   | 5,60  | 4.384   | 5,78  | 3.447   | 4,55  | 2.459   | 3,24  | 1.277   | 1,68  | 2.309   | 3,06  | 73,04 |      |       |
| Florencia             | 38.931    | 20,26  | 83.959    | 43,70  | 18.735    | 9,75  | 10.581  | 5,51  | 10.084  | 5,25  | 9.502   | 4,95  | 7.332   | 3,82  | 7.280   | 3,79  | 5.737   | 2,97  | 69,90 |      |       |
| Foggia                | 20.072    | 26,50  | 10.129    | 13,37  | 24.602    | 32,47 | 8.939   | 11,80 | 4.868   | 6,43  | 2.487   | 3,28  | 1.032   | 1,36  | 798     | 1,05  | 2.830   | 3,74  | 68,27 |      |       |
| Forlì                 | 19.606    | 32,25  | 19.959    | 32,83  | 7.588     | 12,48 | 4.183   | 6,88  | 2.645   | 4,35  | 1.953   | 3,21  | 1.693   | 2,78  | 944     | 1,55  | 2.232   | 3,67  | 69,61 |      |       |
| Génova                | 70.663    | 27,56  | 77.044    | 30,05  | 47.080    | 18,36 | 16.292  | 6,35  | 13.259  | 5,17  | 9.941   | 3,88  | 7.290   | 2,84  | 6.774   | 2,64  | 8.057   | 3,15  | 55,05 |      |       |
| Giugliano de Campania | 5.337     | 15,98  | 5.542     | 16,60  | 14.503    | 43,43 | 4.180   | 12,52 | 1.713   | 5,13  | 554     | 1,66  | 563     | 1,69  | 432     | 1,29  | 571     | 1,70  | 37,26 |      |       |
| Latina                | 22.874    | 41,88  | 8.431     | 15,44  | 9.118     | 16,70 | 3.864   | 7,08  | 5.358   | 9,87  | 1.774   | 3,25  | 881     | 1,61  | 659     | 1,21  | 1.655   | 2,96  | 53,72 |      |       |
| Livorno               | 20.997    | 25,17  | 29.248    | 35,06  | 13.706    | 16,43 | 3.441   | 4,12  | 3.484   | 4,18  | 2.329   | 2,79  | 2.685   | 3,22  | 2.711   | 3,25  | 4.819   | 5,78  | 64,38 |      |       |
| Mesina                | 12.338    | 18,32  | 11.709    | 17,38  | 16.974    | 25,20 | 13.223  | 19,63 | 5.951   | 8,83  | 2.823   | 4,19  | 740     | 1,10  | 984     | 1,46  | 2.619   | 3,89  | 36,66 |      |       |
| Milán                 | 157.227   | 27,39  | 206.468   | 35,97  | 48.958    | 8,53  | 58.457  | 10,18 | 29.618  | 5,16  | 30.573  | 5,33  | 17.977  | 3,13  | 12.147  | 2,12  | 12.528  | 2,19  | 58,70 |      |       |
| Módena                | 24.834    | 26,10  | 37.915    | 39,85  | 11.202    | 11,77 | 5.323   | 5,59  | 4.416   | 4,64  | 3.544   | 3,72  | 3.513   | 3,69  | 1.898   | 1,99  | 2.500   | 2,65  | 70,94 |      |       |
| Monza                 | 19.147    | 33,72  | 16.516    | 29,09  | 5.174     | 9,11  | 6.185   | 10,89 | 3.342   | 5,89  | 2.668   | 4,70  | 1.710   | 3,01  | 688     | 1,21  | 1.354   | 2,38  | 61,18 |      |       |
| Nápoles               | 36.657    | 12,36  | 69.074    | 23,29  | 118.221   | 39,86 | 27.109  | 9,14  | 13.122  | 4,42  | 9.352   | 3,15  | 6.512   | 2,20  | 9.827   | 3,31  | 6.746   | 2,27  | 40,03 |      |       |
| Novara                | 16.393    | 35,64  | 11.893    | 25,86  | 5.458     | 11,87 | 3.980   | 8,65  | 4.001   | 8,70  | 1.428   | 3,10  | 996     | 2,17  | 476     | 1,03  | 1.367   | 2,98  | 61,32 |      |       |
| Padua                 | 33.225    | 33,23  | 31.860    | 31,87  | 8.799     | 8,80  | 6.042   | 6,04  | 6.401   | 6,40  | 4.887   | 4,89  | 3.995   | 4,00  | 2.204   | 2,20  | 2.557   | 2,57  | 64,05 |      |       |
| Palermo               | 39.639    | 18,74  | 42.153    | 19,92  | 66.625    | 31,49 | 29.146  | 13,78 | 12.862  | 6,08  | 6.723   | 3,18  | 4.759   | 2,25  | 5.090   | 2,41  | 4.576   | 2,15  | 41,03 |      |       |
| Parma                 | 27.065    | 31,60  | 25.225    | 29,46  | 9.435     | 11,02 | 4.626   | 5,40  | 4.707   | 5,50  | 7.141   | 8,34  | 3.195   | 3,73  | 1.784   | 2,08  | 2.461   | 2,87  | 60,57 |      |       |
| Perugia               | 27.354    | 31,57  | 22.930    | 26,47  | 11.483    | 13,25 | 6.198   | 7,15  | 7.754   | 8,95  | 2.973   | 3,43  | 2.295   | 2,65  | 2.087   | 2,41  | 3.565   | 4,12  | 71,35 |      |       |
| Pescara               | 18.966    | 30,13  | 13.039    | 20,71  | 12.634    | 20,07 | 6.899   | 10,96 | 4.506   | 7,16  | 1.577   | 2,51  | 1.496   | 2,38  | 1.411   | 2,24  | 2.418   | 3,84  | 65,56 |      |       |
| Piacenza              | 17.097    | 38,27  | 10.575    | 23,67  | 4.560     | 10,21 | 3.302   | 7,39  | 3.179   | 7,12  | 2.673   | 5,98  | 1.219   | 2,73  | 853     | 1,91  | 1.217   | 2,72  | 60,64 |      |       |
| Prato                 | 30.509    | 33,99  | 29.298    | 32,64  | 10.326    | 11,51 | 5.572   | 6,21  | 4.968   | 5,54  | 3.061   | 3,41  | 1.842   | 2,05  | 1.411   | 1,57  | 2.764   | 3,08  | 70,48 |      |       |
| Rávena                | 23.973    | 31,44  | 25.148    | 32,98  | 10.723    | 14,06 | 4.059   | 5,32  | 3.223   | 4,23  | 3.168   | 4,16  | 2.124   | 2,79  | 1.396   | 1,83  | 2.428   | 3,19  | 63,67 |      |       |
| Regio de Calabria     | 12.741    | 22,41  | 13.828    | 24,32  | 12.012    | 21,13 | 6.933   | 12,19 | 6.622   | 11,65 | 932     | 1,64  | 1.296   | 2,28  | 794     | 1,40  | 1.695   | 3,00  | 41,11 |      |       |
| Reggio Emilia         | 21.422    | 26,04  | 30.664    | 37,27  | 11.605    | 14,11 | 4.145   | 5,04  | 3.164   | 3,85  | 3.894   | 4,73  | 2.751   | 3,34  | 2.121   | 2,58  | 2.500   | 3,04  | 68,88 |      |       |
| Rímini                | 23.058    | 34,21  | 18.094    | 26,85  | 10.219    | 15,16 | 4.980   | 7,39  | 3.455   | 5,13  | 2.221   | 3,30  | 2.263   | 3,36  | 1.216   | 1,80  | 1.889   | 2,80  | 58,60 |      |       |
| Roma                  | 285.318   | 25,78  | 338.885   | 30,62  | 194.545   | 17,58 | 61.638  | 5,57  | 96.299  | 8,70  | 44.310  | 4,00  | 24.614  | 2,22  | 31.731  | 2,87  | 29.504  | 2,66  | 48,91 |      |       |
| Salerno               | 10.511    | 19,07  | 15.075    | 27,35  | 12.940    | 23,48 | 5.512   | 10,00 | 3.105   | 5,63  | 2.658   | 4,82  | 1.848   | 3,35  | 1.850   | 3,36  | 1.617   | 2,94  | 51,14 |      |       |
| Sácer                 | 11.265    | 25,48  | 12.269    | 27,75  | 11.699    | 26,46 | 2.755   | 6,23  | 2.146   | 4,85  | 1.278   | 2,89  | 769     | 1,74  | 775     | 1,75  | 1.260   | 2,85  | 42,76 |      |       |
| Siracusa              | 6.227     | 17,94  | 7.217     | 20,79  | 12.123    | 34,93 | 2.932   | 8,45  | 3.832   | 11,04 | 551     | 1,59  | 545     | 1,57  | 623     | 1,79  | 658     | 1,90  | 35,77 |      |       |
| Tarento               | 15.535    | 24,67  | 10.978    | 17,44  | 17.485    | 27,77 | 5.843   | 9,28  | 4.184   | 6,65  | 2.437   | 3,87  | 3.784   | 6,01  | 1.051   | 1,67  | 1.662   | 2,64  | 39,87 |      |       |
| Terni                 | 17.736    | 37,46  | 11.109    | 23,47  | 8.237     | 17,40 | 2.880   | 6,08  | 2.746   | 5,80  | 1.312   | 2,77  | 681     | 1,44  | 1.009   | 2,13  | 1.631   | 3,45  | 56,05 |      |       |
| Trento                | 16.077    | 28,72  | 19.465    | 34,78  | 4.912     | 8,78  | 2.680   | 4,79  | 2.805   | 5,01  | 2.365   | 4,23  | 2.713   | 4,85  | 1.339   | 2,39  | 3.616   | 6,45  | 60,10 |      |       |
| Trieste               | 27.911    | 33,13  | 21.476    | 25,49  | 9.821     | 11,66 | 5.891   | 6,99  | 6.099   | 7,24  | 3.404   | 4,04  | 3.632   | 4,31  | 2.489   | 2,95  | 3.533   | 4,20  | 50,96 |      |       |
| Turín                 | 106.567   | 26,89  | 132.639   | 33,47  | 52.803    | 13,33 | 31.373  | 7,92  | 21.739  | 5,49  | 18.135  | 4,58  | 10.936  | 2,76  | 8.970   | 2,26  | 13.073  | 3,30  | 60,95 |      |       |
| Venecia               | 42.093    | 37,07  | 31.521    | 27,76  | 13.966    | 12,30 | 5.551   | 4,89  | 5.574   | 4,91  | 4.418   | 3,89  | 4.482   | 3,95  | 2.592   | 2,28  | 3.356   | 2,95  | 57,61 |      |       |
| Verona                | 44.620    | 37,06  | 30.418    | 25,26  | 11.634    | 9,66  | 7.621   | 6,33  | 10.513  | 8,73  | 5.247   | 4,36  | 4.565   | 3,79  | 2.087   | 1,73  | 3.691   | 3,08  | 62,20 |      |       |
| Vicenza               | 19.504    | 38,47  | 14.341    | 28,29  | 4.339     | 8,56  | 3.046   | 6,01  | 3.144   | 6,20  | 2.112   | 4,17  | 2.114   | 4,17  | 775     | 1,53  | 1.324   | 2,60  | 59,16 |      |       |
|                       |           |        |           |        |           |       |         |       |         |       |         |       |         |       |         |       |         |       |       |      |       |
| Total                 | 1.556.158 | 26,63  | 1.730.511 | 29,62  | 1.002.140 | 17,15 | 450.884 | 7,72  | 373.894 | 6,40  | 242.676 | 4,15  | 168.809 | 2,89  | 142.523 | 2,44  | 175.464 | 3,00  | 54,18 |      |       |